# Bettina Bähr-Losse
Bettina Bähr-Losse (* 28. Januar 1967 in Braunschweig) ist eine deutsche Rechtsanwältin und Politikerin (SPD). Vom 1. Oktober 2016 bis zum Ende der Legislaturperiode 2017 war sie Mitglied des Deutschen Bundestages.

## Beruf
Bettina Bähr-Losse studierte nach dem Abitur an der Jugenddorf-Christophorusschule Braunschweig Rechtswissenschaften an den Universitäten in Regensburg, Göttingen und Bonn. Nach dem Referendardienst im Bezirk des Oberlandesgerichts Köln ist sie in Sankt Augustin als Rechtsanwältin tätig und gibt als Schwerpunkt ihrer anwaltlichen Tätigkeit das Familienrecht an.

## Politische Ämter
Bähr-Losse ist stellvertretende Fraktionsvorsitzende der SPD-Fraktion im Kreistag des Rhein-Sieg-Kreises. Bei der Bundestagswahl 2013 war sie im Bundestagswahlkreis Rhein-Sieg-Kreis II angetreten, errang aber kein Mandat. Da sie an zweiter Stelle der Nachrückerliste der SPD in Nordrhein-Westfalen für den 18. Bundestag stand, rückte sie am 1. Oktober 2016 für Peer Steinbrück in den Bundestag nach. Bei der Bundestagswahl 2017 konnte sie jedoch erneut kein Mandat erringen.